# Alexander Fermor-Hesketh, 3. Baron Hesketh
Thomas Alexander Fermor-Hesketh, 3. Baron Hesketh, KBE, PC (* 28. Oktober 1950), ist britischer Adliger, Politiker der UK Independence Party, ehemaliger Rennstallbesitzer und ehemaliger Motorradfabrikant.
Bekannt wurde er als Inhaber des Motorsportteams Hesketh Racing, das von 1972 bis 1978 aktiv war. Danach versuchte er sich im Bau von Motorrädern in seinem Unternehmen Hesketh Motorcycles plc., scheiterte letztlich aber. In der Folge war er an weiteren, eher erfolglosen Geschäften beteiligt. 2006 verkaufte er den Familiensitz Easton Neston in Towcester, Northamptonshire, mit den Ländereien, allen Möbeln und Familienporträts. Easton Neston gilt als einziges bis heute erhaltenes Gebäude des englischen Barockarchitekten Nicholas Hawksmoor.

## Jugend
Hesketh folgte im Alter von vier Jahren seinem Vater Frederick Fermor-Hesketh als Baron Hesketh nach, als dieser am 6. Oktober 1955 im Alter von 39 Jahren starb.
Er erhielt seine Schulausbildung am Ampleforth College in Yorkshire. Seine erste Arbeitsstelle war beim Börsenmakler Dean Witter, Inc. in San Francisco. Später kehrte er nach England zurück, um sich um die Geschäfte der Familie zu kümmern.

## Familienleben
Hesketh heiratete am 21. Mai 1977 Hon. Claire Georgina Watson, Tochter von Joseph Rupert Eric Robert Watson, Baron Manton, und Mary Hallinan. Sie haben drei Kinder:
- Hon. Flora Mary Fermor-Hesketh (* 1981)
- Hon. Sophia Christian Fermor-Hesketh (* 1984)[4]
- Hon. Frederick Hatton Fermor-Hesketh (* 1988)

Die Kinder von Lord Hesketh nutzen den Namen Hesketh als Familiennamen.

## Politische Karriere
Hesketh, anders als seine Vorfahren bereits im Kindesalter Adliger, wurde automatisch Mitglied des House of Lords. Er betätigte sich aber nicht politisch, bis er Premierministerin Margaret Thatcher nach dem IRA-Bombenanschlag auf sie am 12. Oktober 1984 in Brighton traf. Thatcher besuchte Easton-Neston und Hesketh erwähnte, dass er seinen Sitz im House of Lords nicht nutzte. Später erzählte er: „Mrs Thatcher fragte mich, ob ich meine Pflichten im House of Lords wahrnähme, und als ich mit Nein antwortete, sagte sie: 'Sie müssen. Es ist Ihre Pflicht und ich erwarte, dass sie an den Sitzungen teilnehmen.'“ Seitdem arbeitete Lord Hesketh unter Thatcher, die er als „außergewöhnlichste Person, mit der ich jemals gearbeitet habe“ beschrieb. Er war 1989–1990 parlamentarischer Unterstaatssekretär im Umweltministerium und 1990–1991 Staatsminister im Handels- und Industrieministerium.
Am 22. Mai 1991 wurde er Captain of the Honourable Corps of Gentlemen at Arms (Parlamentarischer Geschäftsführer der Regierung im House of Lords) unter dem nächsten Premierminister John Major. Diese Position hatte er bis zum 16. September 1993 inne. In dieser Funktion war er am Local Government Finance Act 1992, mit dem Kommunalsteuern eingeführt wurden, und am European Communities (Amendment) Act 1993, mit dem der Vertrag von Maastricht ratifiziert wurde, beteiligt.
2003 wurde Lord Hesketh Kassier der Conservative Party, gab dieses Amt aber 2006 aufgrund seiner eigenen finanziellen Schwierigkeiten wieder ab. Er war auch im Vorstand der Conservative Party Foundation.
Am 10. Oktober 2011 wechselte Lord Hesketh zur UK Independence Party. Dies war eine Reaktion auf die Ankündigung des damaligen Premierministers David Cameron, ein Referendum über die Mitgliedschaft des Vereinigten Königreiches in der EU abhalten zu wollen.

## Berufsleben
Der für seine Leidenschaft für Autorennen bekannte Lord Hesketh gründete 1972 Hesketh Racing, dessen Engagement in der Formel 1 von 1973 bis 1978 bestens bekannt ist. Das Team war für sein begeistertes und patriotisches Herangehen an den Sport und für seine Ablehnung von Sponsorgeldern berühmt. Von 1973 bis 1975 konnte das Team etliche Erfolge mit dem britischen Fahrer James Hunt vorweisen, so z. B. den Sieg beim Großen Preis der Niederlande 1975. Später war Lord Hesketh von 1993 bis 2000 Präsident des British Racing Drivers’ Club.
Lord Hesketh gründete die Hesketh Motorcycles plc. 1982 wurde eine moderne Fabrik in Daventry vollkommen neu aus dem Boden gestampft, um das Motorrad Hesketh V 1000 zu bauen. Es gab aber etliche Probleme. Die Motorräder waren zu schwer, was durch die große Sitzhöhe noch verschlimmert wurde, und sie waren unzuverlässig. Ein schlechtes Presseecho, das nicht zu Ende entwickelte Motorrad, die Unterfinanzierung des Unternehmens und der zusammenbrechende Motorradmarkt führten nach nur 139 gebauten Exemplaren zum Konkurs. 1983 gründete Lord Hesketh eine neue Gesellschaft namens Hesleydon Ltd zum Bau einer überarbeiteten V 1000 mit Vollverkleidung. Die neue Maschine hieß Vampire und war vorwiegend für den Export gedacht. Sie übernahm jedoch zu viele Unzulänglichkeiten von der V 1000, und so war auch dieses Unternehmen 1984 nach dem Bau von nur 40 Motorrädern wieder bankrott.
1994 beteiligte sich Lord Hesketh am Aufbau der British Mediterranean Airways (BMED). Er wurde Geschäftsführer der neuen Fluggesellschaft und hatte diesen Posten bis 2007 inne, als die BMED für £ 30 Mio. von British Midland International Airways (BMI) übernommen wurde. Heute ist Hesketh „unabhängiger Direktor“ von Air Astana, der nationalen Fluggesellschaft von Kasachstan.
Am 6. Oktober 1993 trat Lord Hesketh in die Direktion der Babcock International Group ein und wurde am 26. April 1996 nicht-geschäftsführender Vizevorsitzender. Im November 2010 zwang man ihn nach einer Äußerung im Daily Telegraph zu den neuen Flugzeugträgern der Queen-Elizabeth-Klasse der Royal Navy zum Rücktritt. Er hatte verlauten lassen, dass dieses Projekt seiner Meinung nach das Land zum Gespött machen würde.

## Ehrungen
1997 wurde Lord Hesketh zum Knight Commander of the Order of the British Empire (KBE) ernannt.